# 卡尔蒙
卡尔蒙是巴西圣卡塔琳娜州的一个市镇。总面积639.528平方公里，总人口4012人，人口密度6.3人/平方公里。